# Kanton Génolhac
Kanton Génolhac (francouzsky Canton de Génolhac) je francouzský kanton v departementu Gard v regionu Languedoc-Roussillon. Tvoří ho 11 obcí.

## Obce kantonu
- Aujac
- Bonnevaux
- Chambon
- Chamborigaud
- Concoules
- Génolhac
- La Vernarède
- Malons-et-Elze
- Ponteils-et-Brésis
- Portes
- Sénéchas